# Hexatoma (Eriocera) albipunctata
Hexatoma (Eriocera) albipunctata is een tweevleugelige uit de familie steltmuggen (Limoniidae). De soort komt voor in het Oriëntaals gebied.